# Pietro Salvatore Colombo
Pietro Salvatore Colombo (28 octobre 1922 à Carate Brianza en Italie – 9 juillet 1989 à Mogadiscio en Somalie) est un franciscain italien qui est évêque du diocèse de Mogadiscio.

## Biographie
Pietro Colombo a été ordonné prêtre le 6 avril 1946 pour les franciscains.
Il est nommé évêque de Mogadiscio le 20 novembre 1975. Il reçoit l’ordination épiscopale le 16 mars 1976 des mains de  monseigneur Giovanni Umberto Colombo, archevêque de Milan. Les deux évêques coconsécrateurs étaient l’administrateur apostolique de Misurata en Libye Guido Attilio Previtali ainsi que le prélat émérite du diocèse de Grajaú Adolfo Luís Bossi, frère mineur capucin.
Il est assassiné par un islamiste le 9 juillet 1989 sur les marches de la cathédrale.
Depuis lors, le siège du diocèse est vacant.